# محمد أنور (لاعب كرة قدم مصري)
محمد أنور لاعب كرة قدم مصري ، ويلعب حاليًا لنادي الاتحاد السكندري في مركز قلب الدفاع.

وفي 17 يونيو 2014 قد انضم إلى وادي دجلة في صفقة انتقال حر قادمًا من نادي أسوان على أن ينضم للفريق من بداية الموسم.

## إحصائيات مشاركاته
آخر تحديث في 20 يوليو 2018

### مع الأندية
| الفريق    | الموسم    | الدوري  | الدوري | الكأس   | الكأس | البطولات القارية | البطولات القارية | الإجمالي | الإجمالي |
| الفريق    | الموسم    | مشاركات | أهداف  | مشاركات | أهداف | مشاركات          | أهداف            | مشاركات  | أهداف    |
| --------- | --------- | ------- | ------ | ------- | ----- | ---------------- | ---------------- | -------- | -------- |
| وادي دجلة | 2016–2017 | 27      | 1      | 2       | 1     | —                | —                | 29       | 2        |
| وادي دجلة | 2017–2018 | 19      | 0      | 2       | 0     | —                | —                | 21       | 0        |
| وادي دجلة | الإجمالي  | 46      | 1      | 4       | 1     | —                | —                | 50       | 2        |